# Eilema bicoloriceps
Eilema bicoloriceps là một loài bướm đêm thuộc phân họ Arctiinae, họ Erebidae.